# Dumbrava (Prahova)
Pour les articles homonymes, voir Dumbrava.
Dumbrava est une commune roumaine du județ de Prahova, dans la région historique de Valachie et dans la région de développement du Sud.

## Géographie
La commune de Dumbrava est située dans le sud du județ, sur la rive gauche de la Teleajen, dans la plaine valaque, à 20 km au sud-est de Ploiești, le chef-lieu du județ.
La municipalité est composée des six villages suivants (population en 1992) :
- Ciupelnița (747) ;
- Cornu de Sus (805) ;
- Dumbrava (1 444), siège de la municipalité ;
- Trestienii de Jos ;
- Trestienii de Sus (244) ;
- Zănoaga (909).

## Politique
| Identité                         | Période   | Période                | Durée           |
| Identité                         | Début     | Fin                    | Durée           |
| -------------------------------- | --------- | ---------------------- | --------------- |
| Nicolae Bunea (d), (1945 - 2016) | 2000      | 23 juillet 2016 (mort) | 16 ans          |
| Marian Apostol (d)               | juin 2017 | En cours               | 7 ans et 9 mois |

## Démographie
Lors du recensement de 2011, 80,28 % de la population se déclarent roumains et 16,55 % comme roms (3,08 % ne déclarent pas d'appartenance ethnique et 0,06 % déclarent appartenir à une autre ethnie).
De plus, 95,22 % déclarent être chrétiens orthodoxes et 1,04 % être pentecôtistes (3,08 % ne déclarent pas d'appartenance religieuse et 0,64 % déclarent appartenir à une autre ethnie).

## Économie
L'économie de la commune repose sur l'agriculture et l'élevage.

## Communications

### Routes
La route régionale DJ101I permet de rejoindre Ploiești.

### Voies ferrées
Dumbrava est située sur la ligne de chemin de fer Ploiești-Urziceni et possède deux haltes dans les villages de Dumbrava et Zănoaga.

## Lieux et monuments
- Zănoaga, église des Sts Constantin et Hélène.